# Tocorimé Pamatojari
Tocorimé Pamatojari est une goélette de 1999 construite au Brésil. Elle sert actuellement de navire-école.

## Histoire
Tocorimé Pamatojari est un grand voilier brésilien . Son nom signifie "L'esprit aventureux du numéro quatorze", hommage au footballeur Johan Cruyff, dans la langue maternelle du Kulina people (en) de l'Amazonie brésilienne.
Il a été construit en bois à Santarém, à l’aide de techniques de construction navale locales. Les fondateurs du projet étaient René Gerardus de Bruijn, Markus Lehmann , Christopher et Markus Smit. Jaap Zondervan (logistique) et Will Hamm (musique) complètent l'équipe.
Fabriqué avec le plus grand soin du détail et utilisant uniquement les outils à main les plus traditionnels et des bois tropicaux. Après 6 ans de construction, Tocorimé Pamatojari a effectué son premier voyage en Amazonie en mars 2000.
|  |
|  |

### Note et référence
1. ↑  Markus Lehmann

- (en) Cet article est partiellement ou en totalité issu de l’article de Wikipédia en anglais intitulé « Tocorimé Pamatojari » (voir la liste des auteurs).